# إسلام أباد بايين (دشتياري)
إسلام أباد بايين (بالفارسية: اسلام آباد پایین) هي منطقة سكنية تقع في سيستان وبلوتشستان في إيران. يقدر عدد سكانها بـ 741 نسمة .